# مایکل گورلیتس
مایکل گورلیتس (انگلیسی: Michael Görlitz؛ زادهٔ ۸ مارس ۱۹۸۷) بازیکن فوتبال اهل آلمان است.
از باشگاه‌هایی که در آن بازی کرده‌است می‌توان به باشگاه فوتبال بایرن مونیخ ۲، باشگاه فوتبال اف‌اس‌وی فرانکفورت، باشگاه فوتبال هالمستاد، باشگاه فوتبال آرمینیا بیله‌فلد، باشگاه فوتبال نورنبرگ، و باشگاه فوتبال سن پائولی اشاره کرد.
وی همچنین در تیم‌های ملی فوتبال جوانان آلمان، و جوانان آلمان، و جوانان آلمان، و جوانان آلمان، بازی کرده‌است.